# Conflicte armat del Nord-Oest del Pakistan
El conflicte armat del Nord-oest del Pakistan (també conegut com a Guerra del Nord-oest del Pakistan) oposa l'armada pakistanesa contra els moviments islamistes armats, com ara Tehrik-eTailban Pakistan (talibans pakistanesos) o Thrik-e-Nifaz-e-Shariat-e-Mohammadi, i altres moviments pakistanesos que reben suport de combatents estrangers. El conflicte va començar el 2004 a Waziristan, quan la tensió acumulada degut a la captura d'elements d'Al-Qaeda par l'armada pakistanesa degenera en resistència armada per part de tribus locals. Encara que centrat en regions tribals i la província de Khyuber Pakhutunkhwa, el conflicte acabat afectant el conjunt del Pakistan, amb nombroses atemptats en grans ciutats.
El govern pakistanés ha volgut fer passar aquest conflicte com a part de l'anomenada Guerra contra el Terrorisme. De fet, els confrontaments s'ha anat generalitzant vist que el territori també ha estat utilitzat com a refugi per part d'insurgents de la guerra a l'Afganistan a principis dels anys noranta. La lluita del govern pakistanès en contra del terrorisme s'inicia l'11 de setembre del 2011 després de l'atemptat del World Trate Centre. Tanmateix, els combats a peu només comencen el 2004 i, d'ençà, les estratègies del govern en qüestió han anat de l'ofensiva a l'intent d'acord de pau.
El conflicte ha desgastat les relacions entre els EUA i el Pakistan.L'1 de maig de 2011, en una operació clandestina a Abbottabad, el líder d'al-Qaida Osama bin Laden va ser localitzat i assassinat pels SEAL de la Marina dels Estats Units en el seu recinte privat. Els grups afiliats al TTP armat van prometre, a través dels mitjans de comunicació, venjar la mort d'Osama sobre les Forces Armades del Pakistan. Tanmateix, la versió de la Casa Blanca no era pas aquesta, fet que va portar Symour Hersh a acusar el president Obama de mentir.
El 21 i 28 d'abril, l'operatiu sènior d'Al-Qaida Ilyas Kashmiri va dur a terme una sèrie d'atacs terroristes coordinats contra la presència de la Marina del Pakistan en contingents del nord i del sud. Això va incloure atacs contra alts oficials navals de la Marina del Pakistan a Karachi, primer atacant el seu autobús prop de les bases de la Marina. Finalment, el 22 de maig, el TTP va atacar la Base Naval de Mehran, matant fins a 10 oficials navals, ferint 30 més, i destruint dos avions de reconeixement naval, durant l'atac. En resposta, el SSG(N) de la Marina va llançar els seus majors esforços ofensius des de les operacions de 1971, i va aconseguir controlar i assegurar la base després d'un tiroteig massiu. Operacionalment resultant en un èxit tàctic, la contraofensiva de l'armada va matar tots els militants i els líders del ring darrere d'aquestes operacions. El caixmir va ser àmpliament sospitós en l'operació Mehran. El 4 de juny de 2011, Ilyas Kashmiri va ser assassinat per un atac de drons dels Estats Units a Waziristan del Sud.
El 26 de novembre del 2011, helicòpters de les forces de l'OTAN bombardegen tropes pakistaneses a Slata (Mohmand). Els dos fets deterioren les relacions, fent que el govern pakistanès bloquegés l'avituallament de l'OTAN.
El 2012, la regió nord-oest del Pakistan va experimentar bombardejos periòdics perpetrats per insurgents, provocant milers de morts. El 22 de desembre de 2012, un atac suïcida dut a terme pels talibans pakistanesos va matar Bashir Ahmed Bilour, un ministre de Khyber Pakhtunkhwa, així com a altres 8 persones.